# Distretto di Nosivka
Il distretto di Nosivka (in ucraino Носівський район?) era un distretto (rajon) dell'Ucraina, situato nell'oblast' di Černihiv. Il suo capoluogo era Nosivka.